# Plaza de toros La Montera
La plaza de toros de La Montera está situada en la localidad gaditana de Los Barrios, en la comarca del Campo de Gibraltar.

## Historia
La plaza de toros de Los Barrios fue construida en el año 1998. La primera piedra la colocó el ganadero y rejoneador Álvaro Domecq Díez. En el año 2000 concluyeron las obras y fue inaugurada el 16 de abril de este mismo año por los toreros El Juli, Manuel Caballero y José Antonio ortega, lidiando toros de la ganadería de Gavira, muy conocida en la zona del Campo de Gibraltar.

## Características
Es la única en España con nombre taurino, esta denominación se debe a un monumento natural en piedra que semeja a una Montera del torero taurina, está enclavado en la carretera que une la conocida Ruta del Toro, de la que Los Barrios se ha erigido como capital. Su capacidad es de 5000 localidades.

### Proyecto de cobertura de la plaza
En 2006 se inició un proyecto de cerramiento de la plaza de toros. Este proyecto consistió en realizar la cobertura del recinto por medio de una estructura espacial constituida por barras tubulares y nudos esféricos atornillados entre sí. 

Finalizado el montaje, se pretendía obtener un conjunto formado por una estructura fija (con una medida de 80 metros de diámetro en su circunferencia de apoyo y una apertura central de 36 por 36) y una móvil (compuesta por una malla espacial de base cuadrangular, una estructura auxiliar para la sujeción del cerramiento translúcido y una estructura auxiliar de fijación a bastidores móviles). 

El objetivo principal del proyecto era que la plaza de toros pudiera dar cobertura a eventos deportivos, ampliar el calendario de la oferta taurina existente en el municipio, acoger espectáculos y conciertos, celebraciones, mítines y exposiciones. 

A pesar de tener un 90% de la obra ejecutada y un 70% pagada, la llegada de la crisis económica obligó a paralizar el proyecto y, a raíz de un informe técnico que instaba al ayuntamiento a actuar sobre dicha obra en el sentido de retirar la cubierta o mantener la cubierta fija, se organizó una consulta popular para conocer la opinión de la población del municipio.

En esa consulta ciudadana, que se realizó el 17 de abril de 2016,  ganó la opción de conservar la cubierta con el 67’19% de los votos. Esta opción consistió en cerrar de forma permanente la parte móvil de la cubierta, el repintado de la misma, y la reparación de las deficiencias. El proyecto tiene un coste de 694.278,79 euros.

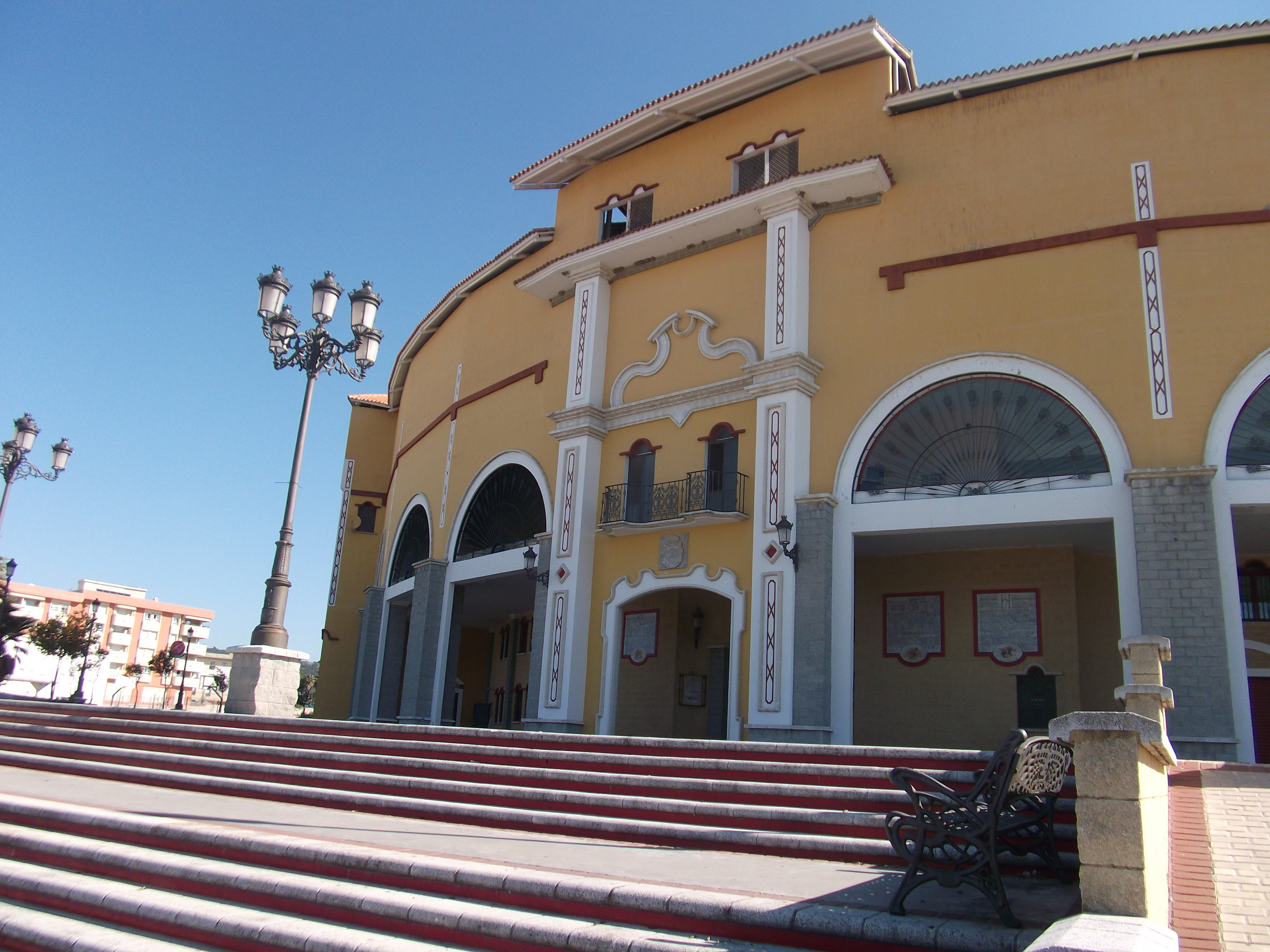
Fachada derecha
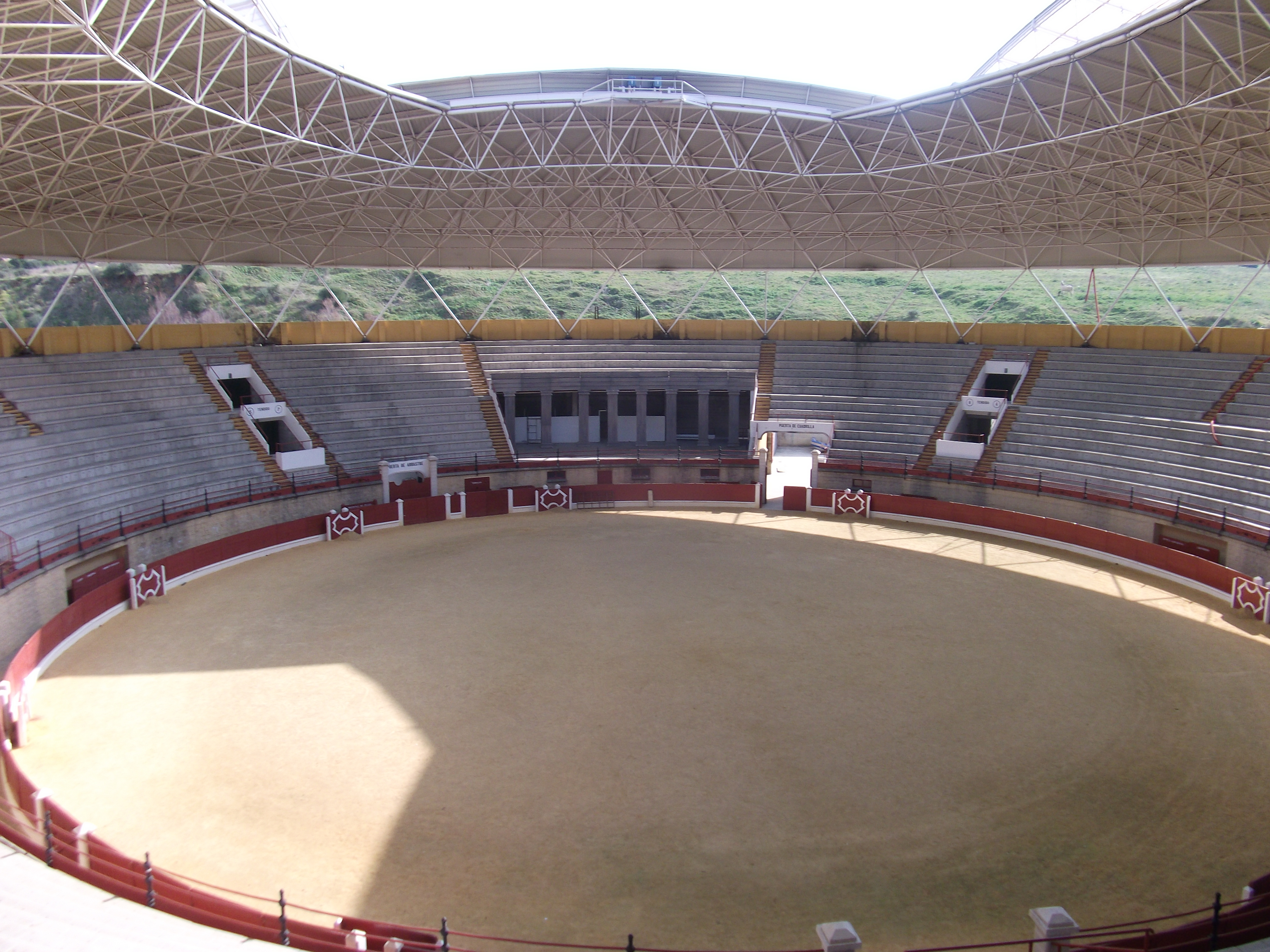
Panorama
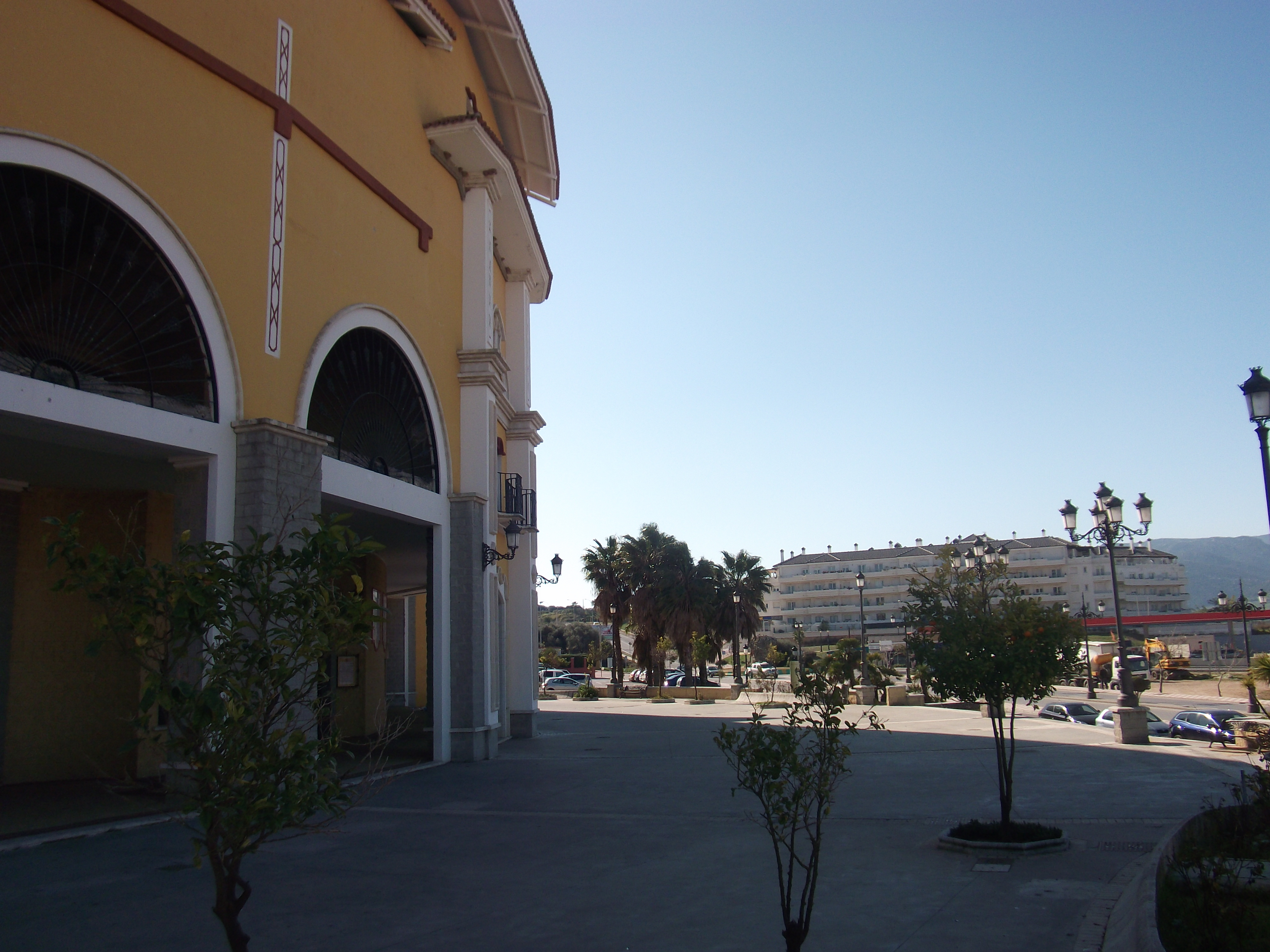
Fachada izquierda